# Comitè internacional de cooperació intel·lectual
La Comissió Internacional de Cooperació Intel·lectual (CICI) va ser un òrgan de la Societat de Nacions (SDN) actiu entre 1922 i 1946 que estava encarregat de coordinar el treball científic i intel·lectual i de promoure les relacions internacionals en aquests àmbits. Tenia la seu al Palau Wilson, a Ginebra.

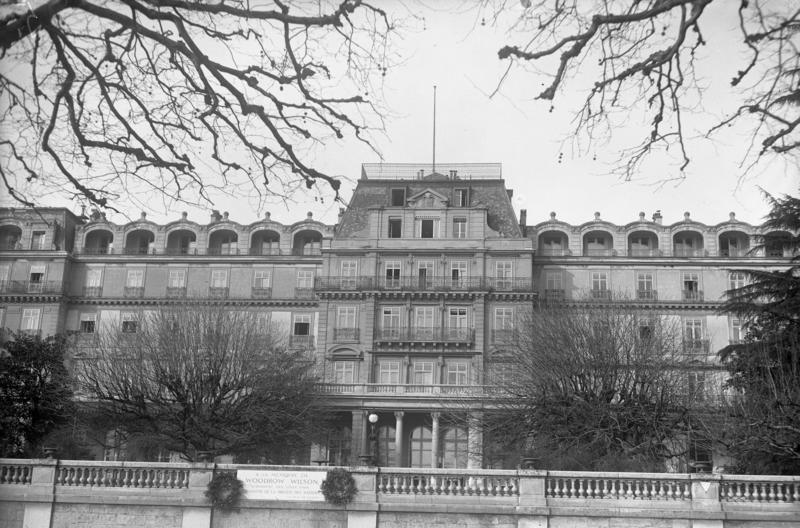
El Palau Wilson (Ginebra), seu de la Societat de Nacions i de la CICI.

Actualment, els fons documentals d'aquesta organització es poden consultar als arxius de les Nacions Unides de Ginebra.

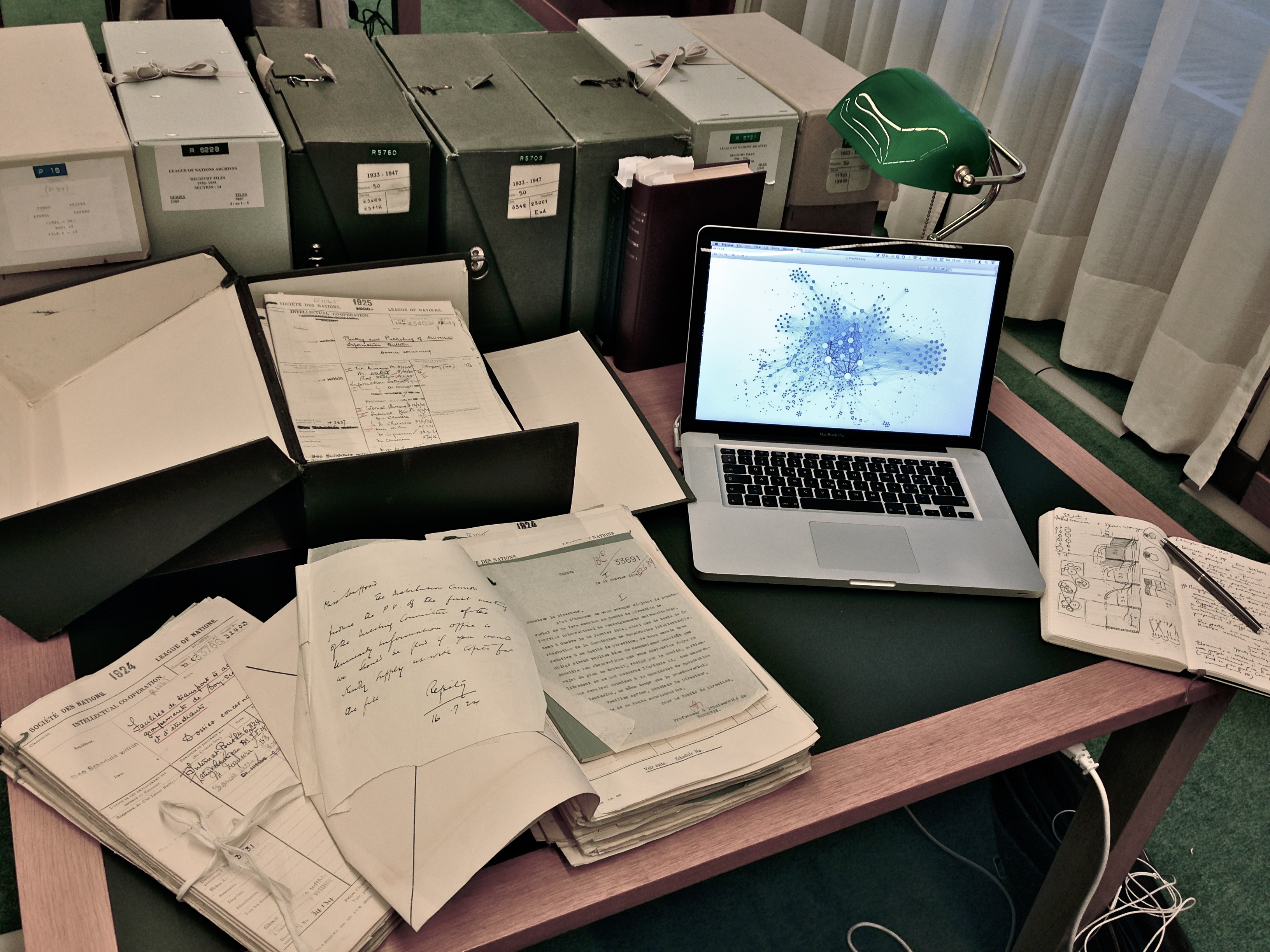
Els arxius de la CICI.

## Història
La Comissió Internacional de Cooperació Intel·lectual (CICI) va ser un organisme creat oficialment el 5 agost de 1922 i que va estar en funcionament fins al 1939, any en què la tasca de la Societat de Nacions va quedar interrompuda per l'esclat de la Segona guerra mundial.
La composició inicial de la CICI oscil·lava entre 12 i 19 membres, tots figures prominents en diferents àmbits d'especialitat. Entre les personalitats que hi van col·laborar, s'inclouen Henri Bergson, Kristine Bonnevie, Marie Curie, Albert Einstein i Robert Andrews Millikan.
Durant el seu funcionament, la CICI va tenir tres presidents:
- el filòsof Henri Bergson (1922-1925)
- el físic Hendrik Lorentz (1925-1928)
- l'estudiós de la literatura Gilbert Murray (1928-1939).

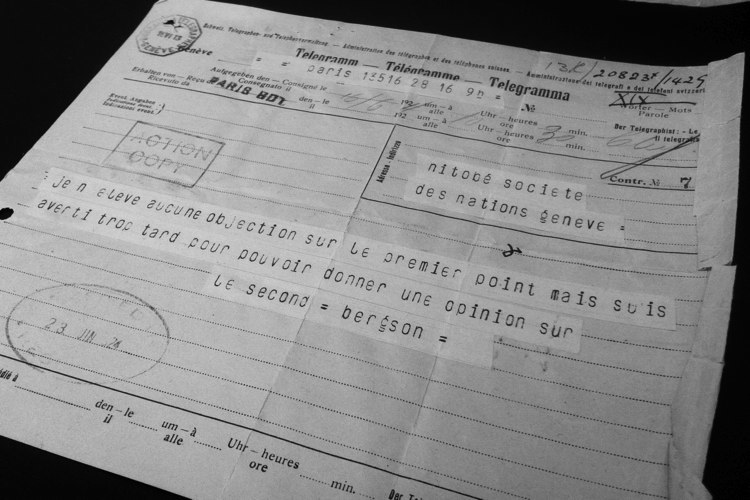
Telegrama d'Henri Bergson, president de la CICI, a Nitobe Inazō, director de la secció d'oficines internacionals de la Societat de Nacions (de la qual formava part la CICI).

La coordinació de les qüestions científiques i culturals no formava part dels objectius fonamentals de la Societat de Nacions, tal com es descriu en el Pacte de 1919. Tanmateix, ja l'any 1920, l'Assemblea de la Societat de les Nacions va considerar la possibilitat de fundar una comissió consultiva, encarregada d'avaluar les necessitats en aquest àmbit. El 16 de juliol d'aquell any, la Societat de les Nacions va adoptar una proposta del govern francès de constituir una organització destinada a reforçar la col·laboració dels diferents països en el que aleshores s'anomenà "el camp del treball intel·lectual", categoria que feia referència a la promoció dels intercanvis entre científics, acadèmics, artistes i intel·lectuals, amb l'objectiu últim de consolidar l'acció en favor de la pau tot generant un esperit internacional.
Malgrat que la CICI va néixer com un petit comitè consultiu, el seu rol va anar evolucionat a mida que es va consolidar la tasca de la Societat de Nacions en l'àmbit intel·lectual. Els recursos de la CICI van augmentar considerablement l'any 1925, quan es va crear l'Institut Internacional de Cooperació Intel·lectual (IICI) gràcies, també, a una donació del govern francès. Des de la creació de l'IICI, els dos organismes van treballar de manera cooperativa: la CICI exercia un rol deliberatiu, mentre que l'IICI s'encarregava d'executar les decisions que la CICI dictaminava. Aquesta dinàmica de treball col·laboratiu entre les dues organitzacions es va institucionalitzar l'any 1931, quan es crea formalment l'Organització de Cooperació Intel·lectual (OCI), terme que fa referència als diferents organismes especialitzats en l'àmbit intel·lectual. A més de la CICI i l'IICI, l'OCI incloïa nombrosos Comitès Nacionals de Cooperació Intel·lectual.